# 5 O'Clock in the Morning
5 O'Clock in the Morning è un brano musicale inciso nel 1981 dai Village People e pubblicato come singolo estratto dall'album Renaissaince. Autori del brano sono Henri Belolo e Jacques Morali.
Il singolo fu pubblicato su etichetta RCA Victor.

## Testo
(incipit del brano)
Il protagonista del brano passeggia alle 5 del mattino lungo le strade vuote della città, ripensando ai propri problemi di cuore.

## Tracce
45 giri (versione 1)
1. 5 O'Clock in the Morning – 3:31
2. Food Fight – 2:31

45 giri (versione 2)
1. 5 O'Clock in the Morning – 5:03
2. Do You Wanna Spend the Night

## Classifiche
| Classifica | Posizione massima | Nr. di settimane |
| ---------- | ----------------- | ---------------- |
| Italia     | 5                 |                  |